# 마틸다 (뮤지컬)
《마틸다》(Matilda the Musical)는 1988년에 아동문학가 로알드 달이 집필한 소설을 원작으로, 2010년에 영국 스탠포드에 초연한 웨스트엔드 뮤지컬이다.

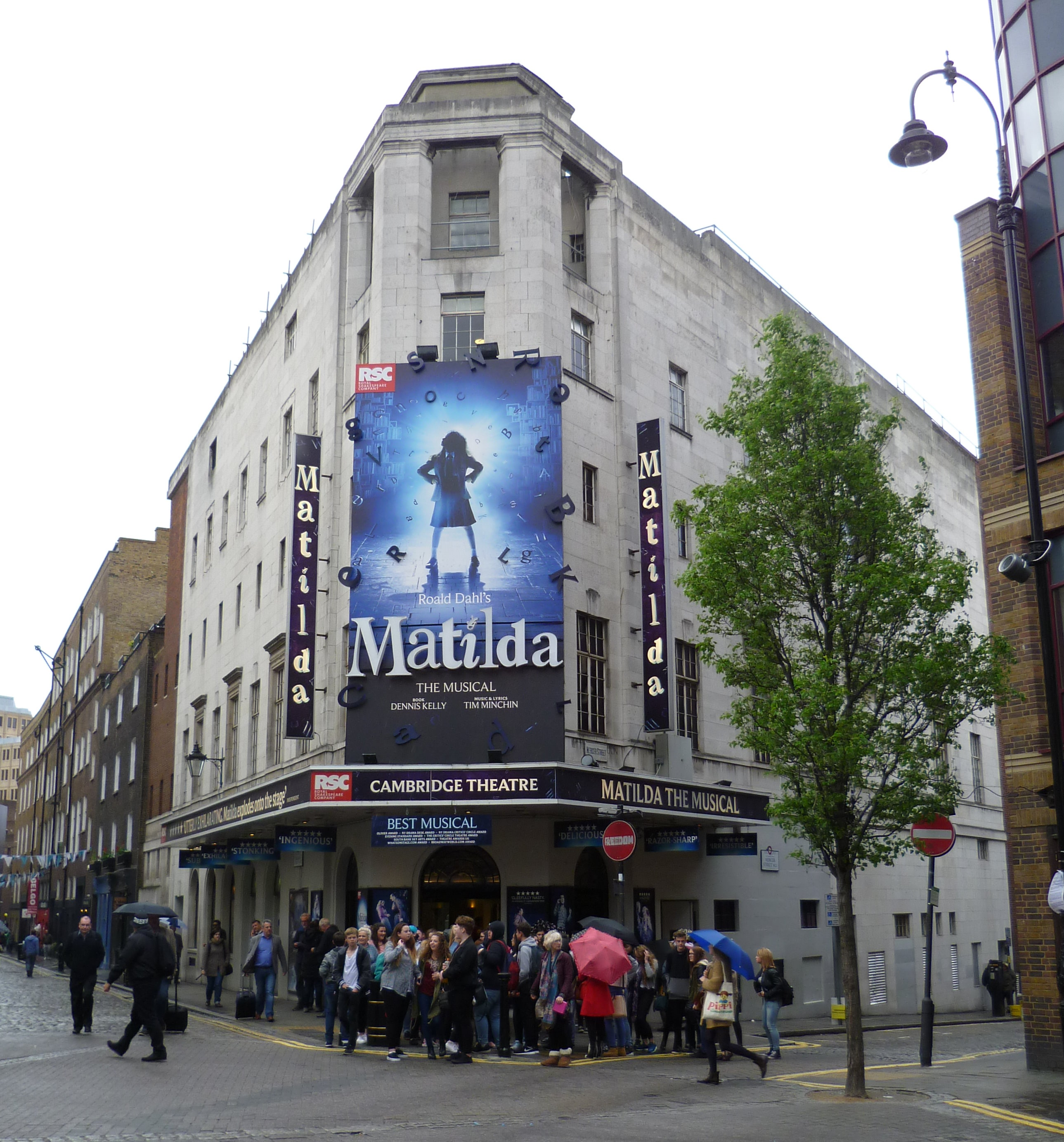
2011년 영국 웨스트엔드 캠브릿지 극장에 공연중인 "뮤지컬 마틸다"

## 개요
2009년 영국에 유명한 "로열 셰익스페어 컴퍼니(이하 RSC)"가 데니스 켈리를 극작가로 하여 팀 민친이 참여하는 뮤지컬 마틸다를 발표하고, 작곡가 크리스토 나이팅게일, 음악 감독 롭 하웰, 세트 디자이너 폴 키에브와 특수효과 제작사인 로얄 셰익스페어 컴퍼니(이하 RSC)는 2010년 겨울에 세계 초연을 앞두고 있다. 그해 11월 9일에 영국 스탠포드에 있는 스트랫퍼드 극장에서 프리뷰 공연을 한뒤, 12월 9일에 정식으로 초연하게 된다.

### 웨스트엔드 초연
2011년 10월 18일, 뮤지컬 마틸다는 영국 웨스트엔드에 있는 캠브릿지 극장에서 공연을 오르게 된다. 뮤지컬 마틸다는, 2012년 올리버 어워즈에서 10개 부문 모두에 후보로 올랐고, 웨스트엔드에 초연했던 네 명의 마틸다가 시상식에서 "장난 꾸러기"공연을 했다. 이 외에도 7개 부문 올리비에 상을 수상하였다. 수상한 분야는, 최고의 신작 뮤지컬, 최고 감독(Warchus), 뮤지컬(Carvel)의 최우수 배우상, 뮤지컬(4명의 마틸다를 연기한 아역), 최우수 안무가 (달링), 최우수 세트 디자인 (Howell)과 Best Sound Design (베이커)등이다.
기타 이외에도 2012년 11월 19일에 영국의 ITV 방송국에 "Royal Variety Performance"에 초청된 전력이 있다.

### 브로드웨이 초연
2012년 2월 29일, RSC가 뮤지컬 마틸다는 브로드웨이에 정식으로 초연하기도 했다고 발표했다. 2012년 7월 19일부터 2013년 4월 11일까지 미국 뉴욕 브로드웨이에 있는 슈베르트 극장에서 마틸다 공연을 오르게 되었으며, 미국의 아역배우 4명이 마틸다로써 역할을 소화했다고 하였다.

### 미국 순회공연
2013년 6월 1일, 팀 민친은 인터뷰에서 "뮤지컬 마틸다가" 미국 국립 투어를 준비 중이라고 발표하였다. 이후 그해 7월 7일 인기에 힘입어 미국 전국을 돌며 순회공연을 하게 되었다고 한다.

### 호주 및 뉴질랜드 초연
2013년 7월 팀 민친이 호주 및 뉴질랜드 공연 계획이 있다고 발표한뒤, 그해 9월 시드니에서 처음으로 "뮤지컬 마틸다" 공연을 올린뒤, 멜버른, 브리즈번, 퍼스, 애들레이드와 뉴질랜드 오클랜드에서 잇따라 공연되었다.

### 캐나다 토론토 공연
캐나다 토론토에서 2016년 7월부터 2017년 1월 7일까지 캐나다 토론토 에드미르비쉬 극장에서 공연을 올렸다.

### 그외 국가
필리핀에서 2018년 1월에 마틸다가 처음으로 초연되어 공연을 올렸고, 이 외에도 전 세계 순회 공연을 하며, 남아프리카 공화국, 싱가포르, 중국에서 잇따라 공연을 오르게 되었다. 마틸다가 선풍적으로 인기를 끌고 있고, 나날히 관람수가 급증하고 있다고 한다.

### 대한민국 초연
대한민국에서 신시컴퍼니가 2018년 9월 6일에 뮤지컬 마틸다를 초연하여 2019년 2월 10일까지 189회에 걸쳐 역삼동 LG 아트센터에 공연되었다. 대한민국 최초 초연이면서, 아시아 최초 초연에 비영어권 최초로 초연이라는 점에서 선풍적으로 인기를 끌었다.

#### 한국 공연 출연진
- 마틸다 웜우드 황예영, 안소명,이지나, 설가은
- 미스 아가사 트런치불 : 김우형, 최재림
- 미스 제니퍼 허니 : 방진의, 박혜미
- 미세스 지니아 웜우드 : 최정원, 강웅곤
- 미스터 해리 웜우드 : 현순철, 문성혁
- 미세스 펠프스 : 김기정
- 앨리스 : 송두나, 김단비
- 라벤더 : 김요나, 김하윤
- 아만다 : 김연화, 오미선
- 브루스 : 문서윤, 이태경, 곽이안, 김규동
- 토미 : 유호열, 에릭 테일러
- 나이젤 : 성지환, 강희준
- 에릭 : 이우진, 성주환
- 호르텐시아 : 박소현
- 키즈 스윙 : 김나연, 오유림
- 앙상블 및 스윙 : 서만석, 강인영, 최은주, 강동주, 유철호, 연보라, 이승일, 김시영, 주민우, 박찬양, 김아름, 김아람, 김예지, 한준혁
- 2번째 한국공연 마틸다 웜우드 역 : 임하윤, 하신비, 최은영, 진연우

## 뮤지컬 넘버
| 제1막 - "Overture" – Orchestra - "Miracle" – Children, Party Entertainer, Doctor, Mrs. Wormwood, Mr. Wormwood, Matilda, Company - "Naughty" – Matilda - "Story 1: Once Upon A Time" – Matilda, Mrs. Phelps, Acrobat, Escapologist - "School Song" – Ensemble - "Pathetic" – Miss Honey - "The Hammer" – Miss Trunchbull, Miss Honey, Children - "The Chokey Chant" – Ensemble - "Loud" – Mrs. Wormwood, Rudolpho, Ensemble - "This Little Girl" – Miss Honey - "Story 2: The Great Day Arrived..." – Matilda, Mrs. Phelps, Escapologist, Acrobat's Sister - "Bruce" – Company | 제2막 - "Telly" – Mr. Wormwood, Michael - "When I Grow Up" – Children, Miss Honey, Matilda, Company - "Story 3: The Trick Started Well..." – Matilda, Mrs. Phelps, Acrobat, Escapologist - "Story 4: I'm Here" – Matilda, Escapologist - "The Smell of Rebellion" – Miss Trunchbull, Children - "Quiet" – Matilda - "My House" – Miss Honey, Escapologist - "Revolting Children" – Children, Ensemble - "This Little Girl" (reprise)# – Sergei - "When I Grow Up" (reprise) – Company |

## 줄거리
태어날 때부터 남달리 깜찍하고 총명한 소녀 마틸다에게는 너무나 안 어울리는 가족이 있었다.
이들은 마틸다의 천재성을 발견하기는커녕 마틸다에게 바보같은 TV를 억지로 보게 하고 읽고 있는 책마저 빼앗아 던져버린다.
6살이 되던 해 마틸다를 성가시다고 느낀 그녀의 아버지는 딸을 이상한 학교에 입학시킨다. 이 학교는 한마디로 공포인 아가타 트런치불이 있다는 것, 하지만 착하고 아이들을 진심으로 사랑하는 마틸다의 담임 선생님 미스 제니퍼 허니와 친구들 덕분에 마틸다는 학교 생활이 즐겁기만 하다. 한편 허니는 불행한 과거가 있는데 그것은 바로 교장인 트런치불이 자신의 이모이고 그녀가 허니 아버지이자 탈출 마술사 매그너스의 모든 재산과 학교마저 다 빼앗아 버렸는데,
이를 본 마틸다는 친구들과 함께 아이들을 귀찮고 쓸모없는 존재로 취급하는 아가타 트런치불 교장선생님을 쫓아내기 위해 작전을 편다.